# 塞羅茨克

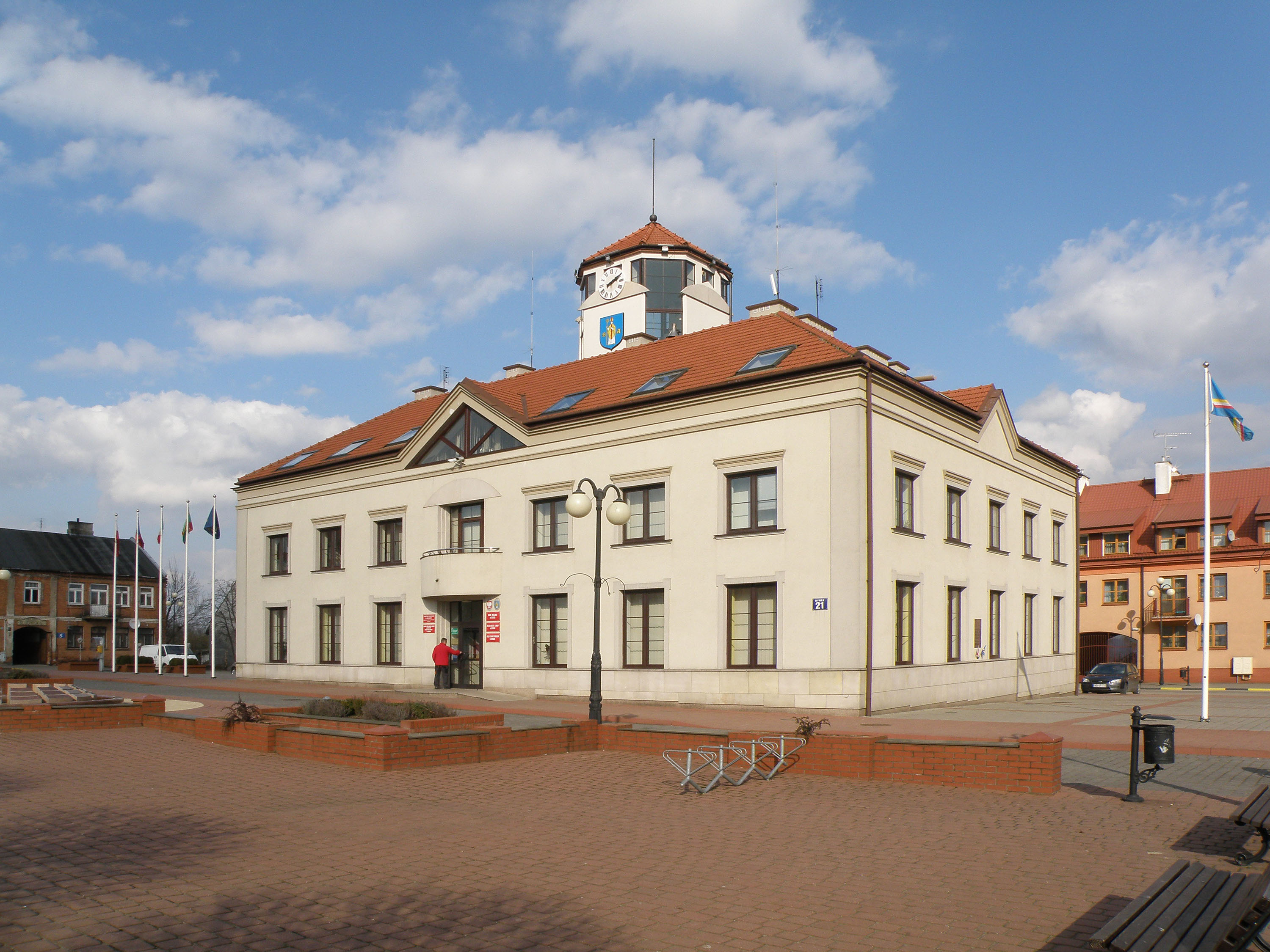

塞羅茨克（波蘭語：Serock）是波蘭的城鎮，位於該國東部，距離首都華沙40公里，由馬佐夫舍省負責管轄，始建於十一世紀，面積13.43平方公里，海拔高度110米，2021年人口4,755。

## 外部連結
- http://www.serock.pl/ （页面存档备份，存于）
- Jewish Community in Serock （页面存档备份，存于） on Virtual Shtetl

52°30′47″N 21°04′10″E / 52.51306°N 21.06944°E